# Oppian
Oppian (altgriechisch Ὀππιανός Oppianos, lateinisch Oppianus) war ein im 2. Jahrhundert lebender griechischer Grammatiker und Verfasser eines Lehrgedichts. Aufgrund seiner nicht ganz gesicherten Herkunft wird er auch Oppian aus Korykos, Oppian aus Anarzabos oder Oppian aus Kilikien genannt. Nicht zu verwechseln ist er mit einem um 200 n. Chr. schreibenden Dichter gleichen Namens, Oppian von Apamea.
Laut der im späten 10. Jahrhundert verfassten Suda stammte Oppian aus Korykos in Kilikien, während die seinem einzig erhaltenen Werk vorangestellten Viten – in einem Fall neben Korykos – das ebenfalls kilikische Anazarbos als Geburtsort angeben. Diesen beiden, leicht voneinander abweichenden Viten zufolge waren seine Eltern ein gewisser Agesilaos und Zenodote. Als sein Vater von Septimius Severus wegen Missachtung der kaiserlichen maiestas bei dessen Besuch in Anazarbos auf die Insel Melite in der Adria verbannt worden sei, sei ihm der zwanzigjährige Oppian gefolgt. Dort habe er sein fischkundliches Lehrgedicht Ἁλιευτικά (Halieutika, „Über den Fischfang“) verfasst, das Caracalla – Sohn und Nachfolger des Septimius Severus – so sehr gefallen habe, dass er nicht nur dem Vater die Freiheit schenkte, sondern auch den Sohn mit einem Stater pro Vers entlohnte. Bald darauf sei Oppian in seiner Heimat im Alter von dreißig Jahren an der Pest gestorben und von seinen Mitbewohnern durch eine Statuenstiftung geehrt worden.
Diese biographischen Angaben widersprechen jedoch den Lebensdaten, die dem Werk selbst zu entnehmen sind. Daher werden sie mittlerweile zumeist verworfen oder dem Oppian von Apamea zugewiesen. Dieser wird auch als Verfasser der weiteren mit dem Namen Oppian verbundenen Werke Κυνηγετικά (Kynegetika, „Über die Jagd“) und Ἰξευτικά (Ixeutika, „Über den Vogelfang“) angesehen. Lediglich der Geburtsort Anazarbos und der Werktitel werden mittlerweile meist als authentisch für Oppian übernommen, doch wurde textbasiert auch das kilikische Seleukia am Kalykadnos als Heimat vorgeschlagen.
Die in fünf Büchern verfasste Halieutika ist dem Kaiser Antoninus und seinem mitregierenden Sohn gewidmet, wurde folglich während der gemeinsamen Regierungszeit von Marcus Aurelius Antoninus und Commodus in den Jahren von 177 bis 180 verfasst. Das in Hexametern verfasste Gedicht, von dem rund 3500 Verse erhalten sind und von dem darüber hinaus eine Prosaparaphrase vorliegt, behandelt die Arten und Lebensweisen der Fische (Bücher 1 und 2) sowie die Voraussetzungen und Techniken des Fischfangs (Bücher 3 und 4) und die Seemonster (Buch 5). Von den seinen Ausführungen zugrundeliegenden Quellen lässt sich nur Leonidas von Byzanz, im 1. Jahrhundert v. Chr. Verfasser eines Prosawerkes über Fische, als wahrscheinlich ermitteln, da er nachweislich auf dieselbe Quelle wie Aelian in seinen „Tiergeschichten“ (De natura animalium) zurückgreift. Dieser wiederum nennt Leonidas mehrfach als seinen Gewährsmann für Fragen rund um den Fisch.
Als Mischung aus poetischem Werk und Fachbuch, wie es allen Lehrgedichten eigen ist, wurde Oppians Halieutika in byzantinischer Zeit in den Kanon der Schulliteratur aufgenommen und ist daher in zahlreichen Handschriften überliefert. Lorenzo Lippi da Colle übersetzte die Halieutika 1478 in lateinische Verse und widmete das Werk Lorenzo de’ Medici. Im Jahre 1515 erschien in Florenz die editio princeps, der bald weitere Ausgaben 1517 in Venedig bei Aldus Manutius, 1555 von Adrien Turnèbe in Paris, schließlich die 1597 in Leiden herausgegebene einflussreiche Ausgabe von Konrad Rittershausen folgten. Die Leidener Ausgabe bot als separaten Anhang auch die editio princeps der wahrscheinlich von Johannes Tzetzes stammenden Scholien zu Oppian. Giovanni Battista Marino zählte Oppian in seiner 1619 veröffentlichten La Galeria zu den neun wichtigsten Autoren der griechischen Antike.

## Ausgaben (Auswahl)
- Oppiani de natura seu venatione piscium libri quinque. Ph. Junta, Florenz 1515 (Digitalisat, MDZ).
- Oppiani de piscibus Laurentio Lippio interprete libri V. Aldus, Venedig 1517 (Digitalisat, MDZ).
- Oppiani Anazerbei de Piscatu Libri V., de Venatione libri IV. A. Turnebus, Paris 1555 (Digitalisat, MDZ).
- Oppiani Poetae Cilicis de Venatione lib. IV., de Piscatu lib. V., cum interpretatione latina, commentariis et indice rerum in utroque memorabilium locupletissimo. Confectis studio et opera Conradi Rittershusii. Franciscus Raphelengius, Leiden 1597.
- Oppiani poetae Cilicis De venatione libri IV et De piscatione libri V. cum paraphrasi graeca librorum de aucupio, graece et latine, curavit Joh. Gottlob Schneider. A. König, Argentorati (= Straßburg) 1776.
- Oppianus Halieutica – Oppian der Fischfang. Einführung, Text, Übersetzung in deutscher Sprache von Fritz Fajen. B. G. Teubner, Stuttgart/Leipzig 1999.